# I-175 (tàu ngầm Nhật)
I-75, sau đổi tên thành I-175, là một tàu ngầm tuần dương  Lớp Kaidai thuộc phân lớp Kaidai VIb nhập biên chế cùng Hải quân Đế quốc Nhật Bản vào năm 1938. Nó đã phục vụ trong suốt Chiến tranh Thế giới thứ hai, hỗ trợ cho cuộc tấn công Trân Châu Cảng, tham gia Trận Midway cùng các chiến dịch Guadalcanal, quần đảo Aleut và Gilbert và Marshall, cũng như hoạt động ngoài khơi Australia, cho đến khi bị các tàu khu trục USS Charrette và USS Fair đánh chìm tại quần đảo Marshall vào tháng 2, 1944. Chiến công nổi bật nhất của I-175 là đã đánh chìm tàu sân bay hộ tống USS Liscome Bay vào ngày 24 tháng 11, 1943.

## Thiết kế và chế tạo

### Thiết kế
Phân lớp tàu ngầm Kaidai VIb về căn bản lặp lại thiết kế của phân lớp Kaidai VIa. Chúng có trọng lượng choán nước 1.814 tấn (1.785 tấn Anh) khi nổi và 2.605 tấn (2.564 tấn Anh) khi lặn, lườn tàu có chiều dài 105 m (344 ft 6 in), mạn tàu rộng 8,2 m (26 ft 11 in) và mớn nước sâu 4,57 m (15 ft 0 in). Con tàu có thể lặn sâu 75 m (246 ft) và có một thủy thủ đoàn đầy đủ bao gồm 70 sĩ quan và thủy thủ.
Chiếc tàu ngầm trang bị hai động cơ diesel Kampon Mk.1A Model 8 hai thì công suất 4.500 mã lực phanh (3.356 kW), mỗi chiếc vận hành một trục chân vịt. Khi lặn, mỗi trục được vận hành bởi một động cơ điện 900 mã lực (671 kW).Con tàu có thể đạt tốc độ tối đa 23 hải lý trên giờ (43 km/h; 26 mph) khi nổi và 8 hải lý trên giờ (15 km/h; 9,2 mph) khi lặn. Khi Kaidai VIb di chuyển trên mặt nước nó đạt tầm xa hoạt động 10.000 hải lý (19.000 km; 12.000 mi) ở tốc độ 16 hải lý trên giờ (30 km/h; 18 mph), và có thể lặn xa 65 nmi (120 km; 75 mi) ở tốc độ 3 hải lý trên giờ (5,6 km/h; 3,5 mph).
Lớp Kaidai VIb có sáu ống phóng ngư lôi 53,3 cm (21,0 in), gồm bốn ống trước mũi và hai ống phía đuôi, và mang tổng cộng 14 ngư lôi. Vũ khi trên boong tàu bao gồm hải pháo 12 cm (4,7 in)/45 caliber, cùng hai súng máy 13,2 mm (0,52 in) nòng đơn phòng không.

### Chế tạo
Trong khuôn khổ Chương trình Vũ trang Hải quân Bổ sung thứ hai năm 1934, I-75 được đặt lườn tại xưởng đóng tàu của hãng Mitsubishi ở Kobe vào ngày 1 tháng 11, 1934. Nó được hạ thủy vào ngày 16 tháng 9, 1937, rồi hoàn tất và nhập biên chế vào ngày 18 tháng 12, 1938.

## Lịch sử hoạt động

### 1939 - 1940
Vào ngày nhập biên chế, I-75 được điều về Quân khu Hải quân Kure và gia nhập Đội tàu ngầm 11, một đơn vị dưới quyền Hải đội Tàu ngầm 2 trực thuộc Đệ Nhị hạm đội, thuộc thành phần Hạm đội Liên hợp. Đội tàu ngầm 11 được điều động gia nhập Hải đội Tàu ngầm 3 trực thuộc Đệ Nhị hạm đội vào ngày 15 tháng 11, 1939. I-75 khởi hành từ Okinawa vào ngày 27 tháng 3, 1940 để cùng các tàu ngầm I-68, I-69, I-70, I-73 và I-74 tham gia chuyến đi huấn luyện tại vùng biển phía Nam Trung Quốc; và sau khi hoàn tất sáu chiếc tàu ngầm đã đi đến Takao (nay là Cao Hùng), Đài Loan vào ngày 2 tháng 4, 1940. Vào ngày 11 tháng 10, 1940, I-75 cùng với 97 tàu chiến khác và 527 máy bay hải quân Nhật Bản tập trung tại vịnh Yokohama để tham gia cuộc duyệt binh hạm đội lớn nhất trong lịch sử Nhật Bản, nhân kỷ niệm 2.600 năm đăng quang của Thiên hoàng Jimmu. Sau đó Hải đội Tàu ngầm 3 được điều động sang Đệ Lục hạm đội, cùng thuộc thành phần Hạm đội Liên hợp, vào ngày 15 tháng 11, 1940.

### 1941
Đến đầu tháng 11, Hải đội Tàu ngầm 3 được điều động về Lực lượng Viễn Chinh Tiền Phương của Đệ Lục hạm đội, rồi đến ngày 11 tháng 11, bên trên soái hạm Katori, Phó đô đốc Shimizu Mitsumi, Tư lệnh Đệ Lục hạm đội, công bố Kế hoạch Z, là kế hoạch tấn công căn cứ Trân Châu Cảng của Hải quân Hoa Kỳ, mở màn cho cuộc xung đột tại Thái Bình Dương. Khi lực lượng Hải quân Nhật Bản bắt đầu được huy động cho chiến dịch, I-75 khởi hành từ vịnh Saeki tại bờ biển Kyūshū vào ngày 11 tháng 11, cùng với tàu ngầm I-74 hướng sang Kwajalein thuộc quần đảo Marshall, đến nơi vào ngày 20 tháng 11.

#### Chuyến tuần tra thứ nhất - Tấn công Trân Châu Cảng
Với Tư lệnh Đội tàu ngầm 11 trên tàu, I-75 khởi hành từ Kwajalein vào ngày 23 tháng 11 cho chuyến tuần tra đầu tiên, hướng sang khu vực quần đảo Hawaii. Lúc đang trên đường đi, vào ngày 2 tháng 12, nó nhận được thông điệp từ Hạm đội Liên hợp: "Leo núi Niitaka 1208" (tiếng Nhật: Niitakayama nobore 1208), là mật lệnh cho biết chiến sự với Khối Đồng Minh sẽ bắt đầu vào ngày 8 tháng 12 (theo giờ Nhật Bản, tức ngày 7 tháng 12 tại Hawaii bên kia đường đổi ngày). Nó đi đến vị trí về phía Nam Oahu vào ngày 4 tháng 12.
Vào đúng ngày 7 tháng 12, các tàu ngầm khác thuộc Hải đội Tàu ngầm 3 được bố trí về phía Nam Oahu, sẵn sàng tấn công mọi tàu bè tìm cách thoát khỏi Trân Châu Cảng; I-75 được bố trí hoạt động ở khoảng cách 25–50 nmi (46–93 km) về phía Tây Nam Oahu. Đến ngày 15 tháng 12, nó bắn phá cảng Kahului trên bờ biển phía Bắc đảo Maui, bắn 12 phát đạn pháo 120 milimét (4,7 in). Hai quả đạn pháo đã bắn trúng nhà máy đóng hộp của hãng Maui Pineapple Company, gây thiệt hại ước tính 654,38 đô-la Mỹ.
Sang ngày 17 tháng 12, I-75 phóng một quả ngư lôi tấn công tàu buôn Manini (3.545 tấn) tại vị trí 180 nmi (330 km) về phía Nam Hawaii. Manini, vốn đang trong hành trình từ Honolulu, Hawaii đến San Francisco, California, đắm tại tọa độ 17°46′B 157°03′T / 17,767°B 157,05°T với một thủy thủ thiệt mạng. Tàu khu trục Hoa Kỳ USS Patterson (DD-392) đã cứu vớt những người sống sót của Manini vào ngày 28 tháng 12.
Rời khu vực quần đảo Hawaii, I-75 đi đến đảo Palmyra ở phía Bắc quần đảo Line để bắn phá căn cứ không lực tại đây. Lúc 04 giờ 55 phút ngày 24 tháng 12, nó bắn 12 phát đạn pháo 120 mm nhắm vào trạm vô tuyến, và một quả đạn pháo đã bắn trúng chiếc tàu cuốc Công binh Lục quân Sacramento, vốn đang thả neo trong vũng biển. Một khẩu pháo 5 inch (127 mm) phòng thủ duyên hải trên đảo đã bắn trả, buộc chiếc tàu ngầm phải lặn xuống và rút lui. Nó về đến Kwajalein vào ngày 31 tháng 12.

### 1942
I-75 cùng với I-74 khởi hành từ Kwajalein vào ngày 13 tháng 1, 1942 để hướng lên phía Bắc, băng ngang qua đảo Midway trên đường đi đến khu vực quần đảo Aleut. Từ đây họ quay trở về Nhật Bản, đi đến Yokosuka vào ngày 19 tháng 2.

#### Chuyến tuần tra thứ hai
Ở lại Nhật Bản để nghỉ ngơi, bảo trì và tiếp liệu cho đến ngày 15 tháng 4, I-75 cùng với I-74 khởi hành từ Kure, Hiroshima cho chuyến tuần tra thứ hai tại một tuyến phòng thủ về phía Đông Nhật Bản. Trong khi nó đang tuần tra, Hải quân Hoa Kỳ tổ chức cuộc Không kích Doolittle xuống đảo Honshū vào ngày 18 tháng 4, với 16 máy bay ném bom Không lực B-25 Mitchell cất cánh từ tàu sân bay USS Hornet (CV-8). I-75 đã không tìm thấy lực lượng đối phương. Nó cùng I-74 kết thúc chuyến tuần tra tại Kwajalein vào ngày 10 tháng 5.

#### Chuyến tuần tra thứ ba - Trận Midway
I-75 được đổi tên thành I-175 vào ngày 20 tháng 5, và I-74 cũng được đổi tên thành I-174 tương ứng. Cả hai cùng rời Kwajalein trong ngày hôm đó để tham gia Chiến dịch MI, là kế hoạch xâm chiếm đảo Midway. Nhiệm vụ đầu tiên của họ là hỗ trợ cho giai đoạn chuẩn bị trong Chiến dịch K-2 tại bãi cạn Frigate Pháp, nơi các tàu ngầm I-121 và I-123 sẽ tiếp nhiên liệu cho hai thủy phi cơ Kawanishi H8K, để chúng tiến hành trinh sát Trân Châu Cảng. Trong khi đó I-175 sẽ tuần tra tại vị trí 80 nmi (150 km) về phía Tây Nam Oahu để trinh sát thời thiết phục vụ cho chiến dịch. Các chiếc Kawanishi H8K dự định sẽ bay đến bãi cạn Frigate Pháp vào ngày 30 tháng 5 để tiến hành trinh sát Trân Châu Cảng vào ngày hôm sau.
Tuy nhiên khi I-123 đi đến bãi cạn Frigate Pháp vào ngày 29 tháng 5, các tàu tiếp liệu thủy phi cơ USS Ballard (AVD-10) và USS Thornton (AVD-11) đã hoạt động cùng những thủy phi cơ tại khu vực này, Nó báo cáo tình hình về căn cứ khi nổi lên lúc chiều tối, và chuyến bay trinh sát của Kawanishi H8K bị hoãn lại 24 giờ. Khi I-123 tiếp tục trinh sát vào ngày hôm sau, các tàu chiến Hoa Kỳ vẫn ở tại chỗ và thủy phi cơ hạ cánh trong vũng biển, cho thấy ý định sử dụng đảo san hô này như một căn cứ thủy phi cơ. Phía Nhật Bản quyết định hủy bỏ toàn bộ Chiến dịch K-2, nên I-175 cùng I-174 gia nhập tuyến tuần tra tại Thái Bình Dương giữa 20°00′B 166°20′T / 20°B 166,333°T và 23°30′B 166°20′T / 23,5°B 166,333°T, với nhiệm vụ đánh chặn mọi lực lượng tăng viện từ Hawaii đến Midway. Trong Trận Midway diễn ra sau đó từ ngày 4 đến ngày 7 tháng 6, phía Nhật Bản chịu một thất bại lớn với bốn tàu sân bay cùng một tàu tuần dương hạng nặng bị đánh chìm. Không bắt gặp mục tiêu nào trong suốt trận chiến, I-175 kết thúc chuyến tuần tra khi về đến Kwajalein vào ngày 20 tháng 6.

#### Chuyến tuần tra thứ tư
Vào ngày 8 tháng 7, I-175 rời Kwajalein cho chuyến tuần tra thứ tư tại khu vực biển Tasman ngoài khơi bờ biển phía Đông Australia, và đi đến ngoài khơi Sydney, New South Wales vào ngày 20 tháng 7. Nó đang đi trên mặt nước tại vị trí 20 nmi (37 km) ngoài khơi Newcastle, New South Wales vào ngày 23 tháng 7, khi nó phát hiện và đánh trúng tàu buôn vũ trang Australia Allara (3.279 tấn) với một quả ngư lôi tại tọa độ 33°03′N 152°22′Đ / 33,05°N 152,367°Đ. Allara, vốn đang vận chuyển đường từ Cairns, Queensland đến Sydney, bị ngập nước và chìm phía đuôi tàu, nên thủy thủ đoàn đã bỏ tàu; tuy nhiên nó đã không đắm và cuối cùng được kéo đến Newcastle.
Đến ngày 24 tháng 7, tại vị trí ngoài khơi Crowdy Head cách 82 nmi (152 km) về phía Đông Bắc Newcastle, I-175 phóng ngư lôi gây hư hại cho chiếc tàu buôn Australia Murada (3.345 tấn). Hai ngày sau đó, nó sống sót qua đợt tấn công bằng mìn sâu từ tàu corvette Australia HMAS Cairns, rồi tiếp tục di chuyển xuống hướng Nam. Tại vị trí 160 nmi (300 km) về phía Đông Bắc Newcastle, vào ngày 28 tháng 7, nó phóng ngư lôi đánh chìm tàu buôn Pháp Cagou (2.795 tấn) vốn đang vận chuyển quặng nickel.
Trước bình minh ngày 3 tháng 8, I-175 đang đi trên mặt biển khi nó bắt gặp tàu đánh cá Dureenbee (233 tấn) ngoài khơi Moruya, New South Wales, tại tọa độ 35°55′N 150°33′Đ / 35,917°N 150,55°Đ. Nó bắn một phát đạn pháo 120 mm vào chiếc tàu đánh cá lúc 01 giờ 30 phút, và Dureenbee phát tín hiệu vô tuyến cầu cứu. I-175 tiếp tục bắn phá bằng hỏa lực súng máy phá hủy phòng vô tuyến, khiến điện báo viên bị thương; rồi tiếp tục bắn pháo phá hủy cầu tàu và phòng động cơ, khiến Dureenbee chết đứng giữa biển, một thủy thủ thiệt mạng và hai người khác tử thương. Dureenbee bị bỏ lại và cuối cùng mắc cạn gần Batemans Bay, New South Wales.
Hai ngày sau đó, I-175 chuyển sang khu vực tuần tra mới về phía Nam vịnh Jervis tại bờ biển New South Wales. Tuy nhiên, vào ngày 7 tháng 8, Chiến dịch Guadalcanal bắt đầu khi lực lượng Thủy quân Lục chiến Hoa Kỳ đổ bộ lên Guadalcanal ở phía Đông Nam quần đảo Solomon. Vào ngày này I-175 được lệnh di chuyển đến khu vực phía Tây San Cristóbal về phía Đông Nam quần đảo Solomon, đi ngang qua khu vực Nouméa thuộc Tân Caledonia.
Vào sáng sớm ngày 12 tháng 8, I-175 đang đi trên mặt biển ở vị trí 170 nmi (310 km) về phía Tây Nam Espiritu Santo, khi nó bị hai máy bay ném bom bổ nhào SBD-3 Dauntless xuất phát từ tàu sân bay USS Saratoga (CV-3) tấn công. I-175 lặn xuống né tránh, nhưng vẫn chịu hư hại do những quả bom ném gần tàu. Sau đó các tàu khu trục USS Grayson (DD-435) và USS Sterett (DD-407) thuộc Lực lượng Đặc nhiệm 11 được cho tách khỏi thành phần hộ tống của Saratoga để tiếp tục truy lùng chiếc tàu ngầm, buộc I-175 phải lặn cho đến chiều tối và đi thoát. Nó đi đến Rabaul trên đảo New Ireland thuộc quần đảo Bismarck để sửa chữa khẩn cấp, đến nơi vào ngày 17 tháng 8.

#### Chuyến tuần tra thứ năm
Vào ngày 22 tháng 8, I-175 rời Rabaul cho chuyến tuần tra thứ năm tại khu vực Đông Nam Guadalcanal, kéo dài từ khu vực đảo Rennell cho đến vùng biển phía Đông Nam San Cristóbal. Nó đã trinh sát khu vực neo đậu Lungga Roads ở bờ biển phía Bắc Guadalcanal vào ngày 11 tháng 9, nhưng không tìm thấy mục tiêu nào khác đáng kể, nên đã kết thúc chuyến tuần tra và quay về căn cứ Truk thuộc quần đảo Caroline vào ngày 21 tháng 9.

#### Chuyến tuần tra thứ sáu
Vào ngày 16 tháng 10, I-175 rời Truk cho chuyến tuần tra thứ sáu để cùng với tàu ngầm I-174 hoạt động tại vùng biển Đông Nam Solomon, tại khu vực đá ngầm Indispensable và quần đảo Shortland. I-175 cùng I-174 sau đó được huy động tham gia cùng các tàu ngầm I-172 và Ro-34 nhằm đánh chặn một đoàn tàu vận tải Đồng Minh, nhưng I-175 đã không bắt gặp mục tiêu nào. Nó quay trở lại Truk vào ngày 19 tháng 11, và được điều gia nhập Đơn vị Tuần tra B, bao gồm các tàu ngầm I-174, I-9, I-15 I-21 và I-24.
Trong vũng biển Truk về phía Nam đảo Eten vào ngày 20 tháng 11, I-175 mắc tai nạn va chạm với tàu tiếp dầu Nisshin Maru (16.764 tấn), bị hư hại nặng và phải tự mắc cạn để tránh bị đắm. Sau khi nổi trở lại được, nó khởi hành từ Truk vào ngày 27 tháng 11 để quay trở về Nhật Bản, về đến Kure, Hiroshima vào ngày 4 tháng 12. I-175 chuyển đến Yokosuka vào ngày 5 tháng 12 để được sửa chữa.

### 1943
Trong khi I-175 được sửa chữa tại Yokosuka, Đội tàu ngầm 11 được giải thể vào ngày 15 tháng 3, 1943, và con tàu được điều về Đội tàu ngầm 12, tiếp tục trực thuộc Hải đội Tàu ngầm 3.

#### Chuyến tuần tra thứ bảy - Chiến dịch quần đảo Aleut
Trận Attu bắt đầu vào ngày 11 tháng 5, khi lực lượng Hoa Kỳ đổ bộ lên đảo Attu. I-175 rời Kure vào ngày 17 tháng 5 để hỗ trợ cho lực lượng Nhật Bản trong Chiến dịch quần đảo Aleut. Khi tình hình tại Attu xấu đi vào ngày 21 tháng 5, Đại bản doanh Nhật Bản quyết định cho triệt thoái lực lượng bị cô lập trên đảo Kiska. vào ngày 24 tháng 5, I-175 cùng các tàu ngầm I-169 và I-171 được lệnh hoạt động tại khu vực cách 200 nmi (370 km) về phía Nam Kiska nhằm hỗ trợ cho một kế hoạch phản công lên Attu. Tuy nhiên, trận chiến tại Attu kết thúc vào ngày 30 tháng 5, khi lực lượng Nhật Bản tại đây bị tiêu diệt trước khi có thể tiến hành phản công. I-175 quay trở lại Paramushiro ở khu vực phía Bắc quần đảo Kuril.
Vào ngày 5 tháng 6, I-175 khởi hành từ Paramushiro cho một chuyến đi tiếp liệu đến Kiska, nơi nó chất dỡ một tấn đạn dược cùng 15 tấn lương thực. Sau khi đón lên tàu 60 hành khách, nó lên đường cho chặng quay trở về Paramushiro, đến nơi vào ngày 10 tháng 6. Được tiếp nhiên liệu từ tàu tiếp dầu Teiyō Maru trong ngày 11 tháng 6, nó lại lên đường hai ngày sau đó thực hiện một chuyến đi tiếp liệu khác đến Kiska, đến nơi vào ngày 17 tháng 6. Nó chuyển giao 16 tấn tiếp liệu và tiếp nhận 70 hành khách rồi quay trở về Paramushiro vào ngày 20 tháng 6.

#### Chuyến tuần tra thứ tám
Vào ngày 24 tháng 6, I-175 khởi hành từ Paramushiro cho chuyến tuần tra thứ tám, cùng với tàu ngầm I-171 tấn công tàu bè Đồng Minh trong khu vực Bắc Thái Bình Dương ở vị trí 200 nmi (370 km) về phía Nam Amchitka, quần đảo Aleut. Trong khi nó đang tuần tra, những binh lính Nhật Bản cuối cùng được triệt thoái khỏi Kiska vào ngày 28 tháng 7. I-175 kết thúc chuyến tuần tra và quay về Nhật Bản, về đến Kure vào ngày 10 tháng 8.

#### Chuyến tuần tra thứ chín - Đánh chìm USSLiscome Bay
I-175 khởi hành từ Kure vào ngày 19 tháng 9 và đi đến Trukvào ngày 25 tháng 9. Nó rời Truk vào ngày 16 tháng 10 cho chuyến tuần tra thứ chín tại khu vực phụ cận đảo Wake. Vào ngày 20 tháng 10, tàu ngầm I-36 báo cáo phát hiện một đoàn tàu vận tải Đồng Minh lớn tại vụi trí phía Nam quần đảo Hawaii đang hướng sang phía Tây, nên I-175 cùng các tàu ngầm I-19, I-35 và I-169 đã được lệnh đánh chặn đoàn tàu vận tải, nhưng I-175 đã không bắt gặp mục tiêu.
I-175 đang trên đường quay trở về Truk vào ngày 20 tháng 11, khi phía Đồng Minh tiến hành giai đoạn đầu của Chiến dịch quần đảo Gilbert và Marshall, bắt đầu bằng việc đổ bộ lên các đảo san hô Tarawa và Butaritari (bị gọi nhầm là đảo Makin) thuộc quần đảo Gilbert. Để đối phó, I-175 được lệnh đi hết tốc độ hướng đến khu vực Butaritari. Nó đi đến ngoài khơi Butaritari vào ngày 24 tháng 11, khi lực lượng Hải quân Hoa Kỳ bắt đầu rút lui sau khi đã chiếm được các đảo san hô. Tại vị trí 20 nmi (37 km) ngoài khơi Butaritari, thiết giáp hạm Hoa Kỳ USS New Mexico (BB-40) phát hiện chiếc tàu ngầm qua radar lúc bình minh, và I-175 buộc phải lặn xuống né tránh đợt tấn công của đối phương. Nó tiếp tục áp sát mục tiêu, và đến 05 giờ 10 phút đã phóng một loạt bốn quả ngư lôi tấn công. Hai quả ngư lôi trượt khỏi tàu sân bay hộ tống USS Coral Sea (CVE-57), nhưng quả thứ ba đánh trúng đích USS Liscome Bay (CVE-56), vốn đang di chuyển với tốc độ 15 kn (28 km/h) để chuẩn bị phóng máy bay. Chiếc tàu sân bay hộ tống bị đánh trúng bên mạn phải phía sau phòng động cơ, gây kích nổ hầm đạn chứa bom. Phần đuôi của nó nổ tung, mảnh vỡ văng xa đến tận New Mexico, vốn ở cách nó đến 1 nmi (1,9 km). Đến 05 giờ 24 phút, tàu khu trục USS Kimberly (DD-521) dò được tín hiệu sonar của I-175, và đã tấn công bằng mìn sâu lúc 05 giờ 24 phút.
Liscome Bay đắm lúc 05 giờ 33 phút ngày 24 tháng 11, tại tọa độ 02°54′B 172°30′Đ / 2,9°B 172,5°Đ với tổn thất 55 sĩ quan, bao gồm Chuẩn đô đốc Henry M. Mullinnix, Tư lệnh Đội tàu sân bay 24 và Đội đặc nhiệm 52, cùng Đại tá Hải quân Irving D. Wiltsie, Hạm trưởng Liscome Bay. Trong số 591 thủy thủ tử trận có Doris Miller, thủy thủ người da đen đầu tiên được tặng thưởng Huân chương Chữ thập Hải quân. 23 máy bay của Liscome Bay cũng bị mất cùng con tàu, nhưng năm chiếc đang bay lúc đó đã hạ cánh trên các tàu sân bay USS Lexington (CV-16) và USS Yorktown (CV-10). USS Franks (DD-554) cùng các tàu khu trục khác đã cứu vớt 272 người sống sót từ Liscome Bay.
Vào ngày 26 tháng 11, I-175 gửi một báo cáo cho biết đã sống sót qua một đợt phản công kéo dài sáu giờ trong ngày 24 tháng 11, khi bị hai tàu khu trục đối phương thả 34 quả mìn sâu, trong đó sáu quả nổ gần tàu. Nó tự nhận ba quả ngư lôi Type 95 đã đánh trúng một tàu sân bay, có thể đã đánh chìm mục tiêu. Một ngày sau đó, nó báo cáo những hư hại bởi mìn sâu làm hạn chế độ sâu có thể lặn. Sau khi ghé đến Kwajalein qua đêm 27-28 tháng 11 để tiếp nhiên liệu, nó tiếp tục hành trình và về đến Truk vào ngày 1 tháng 12.

### 1944

#### Chuyến tuần tra thứ mười
Khởi hành từ Truk vào ngày 27 tháng 1, 1944 với Tư lệnh Đội tàu ngầm 12 trên tàu, I-175 thực hiện chuyến tuần tra thứ mười tại khu vực Đông Bắc quần đảo Marshall. Trong thời gian này, phía Đồng Minh tiến hành giai đoạn hai của Chiến dịch quần đảo Gilbert và Marshall, khi cho lực lượng đổ bộ lên Kwajalein và Roi-Namur cũng như lên Majuro. I-175 cùng với tàu ngầm Ro-39 được lệnh đi hết tốc độ đến đảo Wotje thuộc quần đảo Marshall, và I-175 đã trinh sát Wotje trong ngày 3 tháng 2.

#### Bị mất
Thiết giáp hạm USS New Jersey (BB-62) phát hiện qua radar một mục tiêu ở khoảng cách 21 nmi (39 km) về phía Đông Wotje lúc 22 giờ 03 phút ngày 3 tháng 2, và tàu khu trục USS Charrette (DD-581) được phái đi trinh sát mục tiêu. Ở khoảng cách 10.300 yd (9,4 km), mục tiêu biến mất khỏi màn hình radar của Charrette, xác nhận đó là một tàu ngầm vừa lặn xuống. Chiếc tàu khu trục dò được tín hiệu sonar của mục tiêu lúc 00 giờ 03 phút ngày 4 tháng 2, và đã thả tám quả mìn sâu tấn công trước khi mất dấu mục tiêu. Được lệnh trợ giúp cho Charrette, tàu hộ tống khu trục USS Fair (DE-35) đi đến hiện trường, và đến 00 giờ 40 đã bắn một loạt mười quả đạn cối chống ngầm Hedgehog. Charrette và Fair nghe thấy bốn vụ nổ dưới nước, xác nhận một tàu ngầm, có thể là chiếc I-175 bị đánh chìm ở vị trí 100 nmi (190 km) về phía Đông Bắc đảo Jaluit, tại tọa độ 06°48′B 168°08′Đ / 6,8°B 168,133°Đ.
Đa số các nguồn phía Nhật Bản lại cho rằng Charrette và Fair đã đánh chìm tàu ngầm Ro-39 vào ngày 4 tháng 2; còn I-175 đã bị tàu khu trục USS Nicholas (DD-449) đánh chìm vào ngày 17 tháng 2 ở phía Tây Bắc quần đảo Marshall, tại tọa độ 10°34′B 173°31′Đ / 10,567°B 173,517°Đ.
Đến ngày 26 tháng 3, Hải quân Nhật Bản công bố I-175 đã bị mất tại khu vực Kwajalein với tổn thất toàn bộ 100 người trên tàu. Tên nó được cho rút khỏi đăng bạ hải quân vào ngày 10 tháng 7, 1944.